# Neodexiopsis borea
Neodexiopsis borea är en tvåvingeart som beskrevs av John Otterbein Snyder 1958. Neodexiopsis borea ingår i släktet Neodexiopsis och familjen husflugor.
Artens utbredningsområde är Wisconsin. Inga underarter finns listade i Catalogue of Life.